# جون كيبل
كان جون كيبل (25 أبريل 1792 – 29 مارس 1866) كاهنًا أنجليكانيًا وشاعرًا إنجليزيًا وأحد قادة حركة أوكسفورد. سميت على اسمه كلية كيبل بجامعة أكسفورد.

## السنة المسيحية
ألف كيبل السنة المسيحية، كتاب قصائد لأيام الآحاد والأعياد في السنة الكنسية. أبصر النور عام 1827 وكان ذو أثر كبير في نشر آراء كيبل التعبدية واللاهوتية. وكان الهدف منه المساعدة على التأمل والعبادة بعد خدمات كتاب الصلاة. وعلى الرغم من أنه كان مغمورًا في البداية، لكن سرعان ما أصبح مؤلفه معروفًا، إذ تعين كيبل عام 1831 في كرسي أستاذية الشعر في أكسفورد، وشغله حتى 1841. يطلق الباحث الفيكتوري مايكل ويلر على السنة المسيحية ببساطة «مجلد الشعر الأكثر شعبية في القرن التاسع عشر». وفي مقالته حول جماليات الإصحاحية والتقليد الرومانسي، يدعي غريغوري غودوين أن السنة المسيحية هي «أعظم مساهمة لكيبل في حركة أكسفورد والأدب الإنجليزي». كدليل على ذلك، يستشهد غودوين بتقرير إي. بي. بوزي بأن 95 طبعة من هذا النص التعبدي قد طُبعت خلال حياة كيبل، و«في نهاية العام التالي لوفاته، ارتفع العدد إلى مائة وتسعة».
وبحلول الوقت الذي انتهت به مدة حقوق الطبع والنشر في 1873، بيع أكثر من 375,000 نسخة في بريطانيا ونُشرت 158 طبعة. وعلى الرغم من الإقبال الكبير عليها بين القراء الفيكتوريين والأُلفة المحيطة ببعض الترانيم المعروفة، فقد تلاشت شعبية السنة المسيحية لكيبل في القرن العشرين.
في أكسفورد، التقى كيبل بجون تايلور كوليردج الذي عرّفه على كتابات عمه، صموئيل تايلور كوليردج، وعلى كتابات وردزورث أيضًا. كان كيبل معجبًا بوردزورث كثيرًا وأهداه كتابه محاضرات، فعرض عليه وردزورث ذات مرة مراجعة كتاب السنة المسيحية بهدف تصحيح لغته الإنجليزية. عرفه زميله أيضًا على روبرت سوذي، الذي وجده «شخصية نبيلة ومبهجة»، وكان لكتابات الثلاثة، وخاصة وردزورث، علاقة كبيرة بتكوين عقلية كيبل كشاعر.

## الإصحاحية وكاهن هيرسلي
قدمت خطبته الشهيرة التي ألقاها في 14 يوليو 1833 حول «الجحود الوطني» الدافع الأول لحركة أكسفورد، المعروفة أيضًا باسم الحركة الإصحاحية. وكانت إيذانًا ببدء فترة عمل المحاكم المدنية والجنائية، ووُجهت رسميًا إلى قضاة المحاكم وموظفيها، تحثهم على التعامل بالعدل. ساهم كيبل بسبع فقرات في أصحاح من أجل الأزمان، سلسلة من الصحف القصيرة التي تُعنى بالإيمان والأعراف. أصبح مع زملائه، بمن فيهم جون هنري نيومان وإدوارد بوزي، نبراسًا رائدًا في الحركة، لكنهم لم يتبعوا نيومان إلى الكنيسة الرومانية الكاثوليكية.
توفي والده في 1835، وانتقل كيبل وشقيقته من فيرفورد إلى كولن. تزوج في العام نفسه من شارلوت كلارك، وعُرض عليه منصب كاهن هيرسلي في هامبشير، بعد أن أصبح شاغرًا؛ وأجاب بالقبول. وفي 1836، استقر في هيرسلي وبقي كاهنًا للرعية في كنيسة جميع القديسين لما تبقى من حياته. وفي 1841، كتبت جارته شارلوت ماري يونغ، المقيمة في دار أوتربورن بقرية أوتربورن المجاورة، حيث كان كيبل مسؤولًا عن بناء كنيسة جديدة، السنة المسيحية للطفل: ترانيم لكل يوم أحد ويوم مقدس والتي ساهم فيها كيبل بأربع قصائد. كان منها بيت لحم، فوق كل المدن المباركة.
في عام 1857، ألف أحد أهم أعماله، أطروحته عن العبادة الإفخارستية، وكتبها دعمًا لجورج دينيسون، الذي تعرض للهجوم بسبب آرائه حول القربان المقدس.